# Lino Gucci
Lino Gucci (Bologna, 1915 – Jagodnji, 23 agosto 1942) è stato un militare italiano, insignito della medaglia d'oro al valor militare alla memoria nel corso della seconda guerra mondiale.

## Biografia
Nacque a Bologna nel 1915, figlio di Remo e Chiara Pagliano.
Dopo aver conseguito la laurea in medicina e chirurgia nel 1937 presso l'Università di Bologna, nel marzo 1940 venne ammesso a frequentare la Scuola di applicazione di Sanità militare a Firenze dove fu nominato sottotenente nel settembre successivo, assegnato al 6º Reggimento bersaglieri. In servizio presso il VI Battaglione, prese parte alle operazioni belliche durante l'invasione della Jugoslavia dal 12 aprile 1941 ed in seguito, fino al mese di ottobre, alle operazioni di guerra contro i ribelli nelle zone occupate. Rientrato al deposito reggimentale e trattenuto in servizio, il 24 gennaio 1942 partiva con il suo reparto per la Russia, inquadrato nella 2ª Divisione celere "Emanuele Filiberto Testa di Ferro" assegnata all'ARMIR. Già decorato di medaglia di bronzo e croce di guerra al valor militare, cadde in combattimento a Jagodnji, sul fiume Don, il 23 agosto 1942, venendo successivamente insignito della medaglia d'oro al valor militare alla memoria.

### Fonti
1. ↑  Gruppo Medaglie d'Oro al Valore Militare 1965, p. 151.
2. 1 2 3 4 5  Combattenti Liberazione.
3. ↑   Gucci, Lino, su Presidenza della Repubblica Italiana. URL consultato il 19 luglio 2020.
4. ↑  Registrato alla Corte dei conti il 3 luglio 1947, Esercito registro 15, foglio 103.